# Lijfrente (Nederland)
Burgerlijk Wetboek Boek 7, Bijzondere overeenkomsten behandelt de lijfrente in titel 7.18. De definitie staat in artikel 990:
Lijfrente is het van het in leven zijn van één of meer personen afhankelijke recht op een periodieke uitkering in geld.
Lijfrente wordt meestal gevestigd ingevolge een overeenkomst van levensverzekering, maar kan onder andere ook ontstaan door schenking of door testamentaire beschikking.
Op een levensverzekering waarbij een lijfrente wordt bedongen zijn ook de bepalingen van titel 7.17 BW van toepassing.
De Wet inkomstenbelasting 2001 definieert lijfrente deels strikter, deels ruimer. Het kan een lijfrente volgens het BW zijn (de verzekeringsvariant), maar ook een bancaire lijfrente, zonder verzekeringselement. Beide zijn bedoeld als (aanvullende) pensioenvoorziening. Er wordt een kapitaal opgebouwd (gespaard of belegd) of in één keer gestort, dat wordt aangewend voor een periodieke uitkering. Bij beide geldt dat de overeenkomst alleen onder de definitie valt als erin staat dat de aanspraak niet kan worden afgekocht, vervreemd, prijsgegeven, of formeel of feitelijk tot voorwerp van zekerheid kan dienen
In bepaalde gevallen valt zo'n lijfrente in box 1. De uitkeringen zijn dan belast, maar onder aanvullende voorwaarden zijn de betaalde premies fiscaal aftrekbaar.
Een lijfrenteschenking is een vastgelegde periodieke schenking die uiterlijk ophoudt bij overlijden van de schenker. De schenkingen zijn onder bepaalde voorwaarden voor de schenker aftrekbaar.
In Nederland is het sinds 1 januari 2013 verboden dat een financieel adviseur provisie ontvangt van de aanbieder als een klant via hem of haar een complex financieel product afneemt. De klant kan zich laten adviseren en daarvoor provisie betalen, of een lijfrenteverzekering afsluiten zonder advies (execution only). Los van het al of niet zich tegen betaling laten adviseren kunnen er afhandelingskosten verschuldigd zijn bij het aangaan van een lijfrenteovereenkomst.

## Beschrijving lijfrente
Vaak zijn er aparte overeenkomsten voor de opbouwfase (de fase waarin de betrokkene premie betaalt) en de afbouwfase (de fase waarin hij uitkeringen ontvangt). Daartussen kan men wisselen van verzekeraar of bank, en ook van verzekeraar naar bank en omgekeerd.
Het moment van ingaan van de afbouwfase wordt vastgelegd, maar kan meestal wel uitgesteld worden.

## Fiscale aspecten
Sinds 2009 valt een lijfrenteovereenkomst óf in box 1, óf in box 3, niet meer deels in de ene, deels in de andere (dat laatste had praktische complicaties, de zogenaamde splitsingsproblematiek). Als de lijfrenteovereenkomst in box 1 valt hoeft over het opgebouwde kapitaal dus geen vermogensrendementsheffing betaald te worden. De uitkeringen zijn dan volledig belast als periodieke uitkeringen en verstrekkingen, zelfs als de premies niet of slechts gedeeltelijk fiscaal aftrekbaar zijn in box 1 als uitgave voor inkomensvoorzieningen, als gevolg van een ontoereikende aftrekruimte. Een beperkte uitzondering hierop is dat de bedragen van niet-aftrekbare premies tot € 2269 per premiejaar (voor alle lijfrenteovereenkomsten bij elkaar) van de uitkeringen aftrekbaar zijn (beperkte saldomethode).
Een op zich normale overeenkomst kan dan ook fiscaal zeer nadelig zijn (zoals de regering toegeeft: de regels kunnen "ruw uitwerken"). Met name zal het meestal nadelig zijn om een box-1-overeenkomst te sluiten waarvan de premies ver uitstijgen boven de aftrekruimte. De regering vindt dit acceptabel, en vindt het de verantwoordelijkheid van de belastingplichtige dat deze zo'n overeenkomst niet afsluit. Indien gewenst kan in aanvulling op of in plaats van een box-1-overeenkomst een box-3-overeenkomst worden gesloten.
De criteria die bepalen dat een lijfrenteverzekering in box 1 valt zijn als volgt. In de eerste plaats wordt de lijfrenteverzekering afgesloten bij een door de Belastingdienst erkende verzekeraar. Alle grotere verzekeraars zijn erkend. Verder gaat het om een van de volgende soorten lijfrenten:
- "Lijfrenten ter compensatie van een pensioentekort", dat wil zeggen lijfrenten van de verderop genoemde drie soorten
- Lijfrenten voor meerderjarige invalide kinderen en –kleinkinderen
- Periodieke uitkeringen bij invaliditeit, ziekte of ongeval van de belastingplichtige

Alleen bij de eerste van deze drie soorten is de aftrekbaarheid van de premie beperkt tot de zogenaamde aftrekruimte, zie onder. Al naargelang de wensen, en met name al naargelang de aftrekruimte, kan men een lijfrenteverzekering kiezen die aan deze criteria voldoet, en/of één die juist niet aan de fiscale definitie (zie boven) of aan de hier genoemde criteria voldoet. Omdat er aan allerlei eisen voldaan moet worden om in box 1 te vallen zijn er diverse mogelijkheden om te zorgen dat de lijfrente in box 3 valt.
Anders dan een lijfrenteverzekering zijn een lijfrentespaarrekening en een lijfrentebeleggingsrecht speciale constructies om in box 1 te vallen. Als men in box 3 wil vallen kan men eenvoudig een andere vorm van sparen of beleggen kiezen. Wel bestaat net als bij een lijfrenteverzekering ook bij een lijfrentespaarrekening en een lijfrentebeleggingsrecht het gevaar dat men door een verkeerde berekening van de aftrekruimte een storting zou kunnen doen die niet aftrekbaar is, terwijl de uiteindelijke uitkeringen wel belast zijn.
Voor het in één keer voldoen van de premie (deze heet dan een koopsom) wordt nogal eens gekozen door ondernemers die in één keer hun oudedagsreserve of stakingswinst omzetten in een lijfrente, die voorkomen zo directe belastingheffing over het betreffende kapitaal. In andere gevallen is het ineens betalen van een grote koopsom (boven de aftrekruimte) alleen eventueel zinnig bij een lijfrenteverzekering in box 3.
IB art. 1.7b is per 1 januari 2013 vervallen (na de tweede nota van wijziging was dit onderdeel van het Belastingplan 2013). Dit betekent dat met de premie voor een lijfrenteverzekering niet meer worden gelijkgesteld de op de verzekeringnemer drukkende uitgaven ter beloning van de assurantietussenpersoon ter zake van het afsluiten dan wel het verlengen van de desbetreffende verzekering of het incasseren van premies. Deze wijziging houdt verband met het provisieverbod, waardoor de klant die advies of andere dienstverlening wenst van een assurantietussenpersoon deze daarvoor rechtstreeks moet betalen. Deze kosten zijn niet aftrekbaar.

## Soorten lijfrentes
Zie ook bancaire lijfrente.
De volgende drie soorten lijfrenteverzekeringen die aan de fiscale definitie voldoen (zie boven) gelden als lijfrenten ter compensatie van een pensioentekort en vallen daardoor in box 1:
- Oudedagslijfrente: lijfrente waarvan de termijnen toekomen aan de belastingplichtige, ingaan uiterlijk in het jaar waarin hij zijn persoonlijke AOW-leeftijd plus 5 jaar bereikt[3] en uitsluitend eindigen bij zijn overlijden.
- Tijdelijke oudedagslijfrente: lijfrente waarvan de termijnen toekomen aan de belastingplichtige, een looptijd hebben van ten minste vijf jaar, niet eerder ingaan dan in het jaar waarin hij zijn persoonlijke AOW-leeftijd bereikt en uiterlijk ingaan in het jaar waarin hij zijn persoonlijke AOW-leeftijd plus 5 jaar bereikt, voor zover het gezamenlijke bedrag aan termijnen van die lijfrenten – beoordeeld naar het tijdstip van premiebetaling – niet meer beloopt dan € 21.248 per jaar (2016). Deze vorm biedt dus niet de mogelijkheid het AOW-gat te overbruggen.
- Nabestaandenlijfrente: lijfrente waarvan de termijnen toekomen aan een natuurlijk persoon en ingaan bij het overlijden van de belastingplichtige, van zijn partner of zijn gewezen partner, waarbij indien de termijnen toekomen aan een van hun bloed- of aanverwanten, niet zijnde de partner of gewezen partner, in de rechte lijn of in de tweede of derde graad van de zijlijn, deze uitsluitend eindigen hetzij bij het overlijden van de gerechtigde hetzij uiterlijk op het tijdstip waarop deze de leeftijd van 30 jaar bereikt.

Aan een oudedagslijfrente wordt vaak een nabestaandenlijfrente gekoppeld, die ‘gekoppelde’ lijfrente bedraagt meestal 70% van de oorspronkelijke lijfrente. Met een tijdelijke oudedagslijfrente kan het inkomen tijdelijk aangevuld worden, bijvoorbeeld omdat er voor een bepaalde periode nog hypotheek betaald moet worden.
Een nabestaandenlijfrente keert na het overlijden van de verzekerde meestal uit aan de partner of een kind. In het algemeen zijn zulke lijfrentes gekoppeld aan een oudedagslijfrente. Voor de partner kan een tijdelijke of levenslange lijfrente worden afgesproken. Voor kinderen lopen de uitkeringen meestal tot hun 30e jaar. In plaats van of naast een nabestaandenlijfrente kan ook een overlijdensrisicoverzekering afgesloten worden. Nabestaandenlijfrenten worden nogal eens afgesloten om ervoor te zorgen dat een nabestaande een hypotheek kan aflossen. Bij veel hypotheken is een overlijdensrisicoverzekering verplicht.

### Gerichte en zuivere lijfrenteverzekering
Een lijfrente kan worden afgesloten op basis van garantie of risico. Bij een lijfrente op basis van garantie staat vooraf vast hoeveel kapitaal iemand opbouwt, hoe de beleggingen ook uitpakken. De verzekeraar staat garant voor het eindkapitaal. Bij een verzekering op basis van risico is niet op voorhand te zeggen hoeveel kapitaal er uiteindelijk wordt opgebouwd, dat kan mee- of tegenvallen. De premie voor een lijfrente op basis van garantie is hoger dan een beleggingslijfrente. Een combinatie van garantie en risico is ook mogelijk. Een lijfrente op basis van garantie heet een zuivere lijfrente, een lijfrente op basis van risico heet een gerichte lijfrenteverzekering. Na afloop van de verzekering wordt aan de hand van het opgebouwde eindkapitaal de uitkering bepaald. Een gerichte lijfrenteverzekering wordt gebruikt als uitgestelde lijfrenteverzekering, de zuivere lijfrenteverzekering als ingegane lijfrenteverzekering.

## Uitkering
De uitkering kan geregeld worden via een verzekeringsproduct of via een bankproduct. In beide gevallen vindt de uitkering meestal achteraf per maand, kwartaal, half jaar of jaar plaats. De bankuitkering is gedurende een vooraf vastgestelde periode. De verzekeringsuitkering stopt in principe bij het overlijden van de ontvanger, het resterende bedrag vervalt dan aan de verzekeringsmaatschappij. Ook als een verzekerde overlijdt tijdens de opbouwfase – dus voordat de uitkeringen zijn ingegaan - dan kan het tot dan toe opgebouwde kapitaal helemaal aan de verzekeraar toevallen. Dat is afhankelijk van de voorwaarden bij de polis. Of er bij overlijden - tijdens de op- of afbouwfase - nog een slotuitkering plaatsvindt hangt van de voorwaarden af. Bij een bankuitkering vormt het recht op de resterende uitkeringen onderdeel van de nalatenschap.
De uitkeringsspecificatie is vergelijkbaar met een loonstrook, maar dan eenvoudiger. Het raamwerk van de bruto-netto berekening is als volgt:
- Bruto bedrag, tevens grondslag voor de inkomensafhankelijke bijdrage ingevolge de Zorgverzekeringswet (Zvw-bijdrage), en tevens "belastbaar loon"[4]
- Af: Zvw-bijdrage
- Af: loonheffing (met vermelding of de loonheffingskortingen wel of niet worden toegepast, en zo ja, welke)
- Resultaat: netto bedrag

Vaak staan ook de cumulatieve bedragen vanaf het begin van het kalenderjaar vermeld.
Op de uitkering wordt de Zvw-bijdrage ingehouden ondanks het feit dat lijfrentepremie niet aftrekbaar is voor de bepaling van de Zvw-bijdrage.

## Aftrekruimte
De in totaal in een jaar betaalde premies voor box-1-lijfrenten "ter compensatie van een pensioentekort", lijfrentespaarrekeningen en lijfrentebeleggingsrechten is aftrekbaar tot het bedrag van de aftrekruimte. De aftrekruimte is de som van de zogenoemde jaarruimte, de reserveringsruimte, en de bedragen van omzetting van fiscale oudedagsreserve (FOR) en stakingswinst in lijfrente. De eerste twee zijn afhankelijk van het daadwerkelijke pensioentekort, dat wil zeggen dat iemand met zijn pensioenopbouw minder dan 70% van zijn gemiddeld verdiende salaris haalt.

### Jaarruimte
De jaarruimte in het jaar T dient ter compensatie van het tekort aan pensioenopbouw in het jaar T-1. Voor de bepaling van de jaarruimte is een formule opgesteld:
( premiegrondslagpercentage × premiegrondslag ) – ( 6,27 × Factor A ) – F – S
Waarbij:
- Arbeidsinkomsten en belastbare uitkeringen: de arbeidsinkomsten en de belastbare periodieke uitkeringen en verstrekkingen (zoals uitkeringen sociale zekerheid en alimentatie; met dien verstande dat bij algemene maatregel van bestuur kan worden bepaald dat pensioen- of lijfrenteuitkeringen niet meegerekend worden)
- Premiegrondslagpercentage: percentage van premiegrondslag dat meetelt voor jaarruimte (zie tabel hieronder).
- Premiegrondslag: de arbeidsinkomsten en belastbare uitkeringen in het jaar T-1, tot maximaal € 100.000 (bedrag 2015, daarna geïndexeerd), minus de AOW franchise (zie tabel hieronder).
- 6,27 / Factor A Factor: Vermenigvuldigingsfactor dat per jaar kan verschillen (zie tabel hieronder).
- Factor A: Aangroei van pensioenaanspraken in het jaar T-1. Van deze "Factor A" verstrekt de pensioenuitvoerder jaarlijks een opgave op het Uniform Pensioenoverzicht.
- F: Netto toename FOR in het jaar T-1.
- S: vrijwillige bijdrage in het jaar T-1 op een pensioenregeling, waarvoor bedrijfsspaargelden zijn gedeblokkeerd.

De Wet verlaging maximumopbouw- en premiepercentages pensioen en maximering pensioengevend inkomen heeft per 1 januari 2015 onder meer het bedrag van € 100.000 (lager dan eerst) ingevoerd. Zie ook onder bij Nettolijfrente.
|                           | 1999    | 2000    | 2001    | 2002     | 2003     | 2004     | 2005     | 2006      | 2007      | 2008      | 2009      | 2010      | 2011      | 2012      | 2013      | 2014      | 2015     | 2016     | 2017     | 2018     | 2019     | 2020     | 2021     |
| ------------------------- | ------- | ------- | ------- | -------- | -------- | -------- | -------- | --------- | --------- | --------- | --------- | --------- | --------- | --------- | --------- | --------- | -------- | -------- | -------- | -------- | -------- | -------- | -------- |
| Premiegrondslagpercentage | 17,0%   | 17,0%   | 17,0%   | 17,0%    | 17,0%    | 17,0%    | 17,0%    | 17,0%     | 17,0%     | 17,0%     | 17,0%     | 17,0%     | 17,0%     | 17,0%     | 17,0%     | 15,5%     | 13,8%    | 13,8%    | 13,8%    | 13,3%    | 13,3%    | 13,3%    | 13,3%    |
| Factor A Factor           | 7,5     | 7,5     | 7,5     | 7,5      | 7,5      | 7,5      | 7,5      | 7,5       | 7,5       | 7,5       | 7,5       | 7,5       | 7,5       | 7,5       | 7,5       | 7,2       | 6,5      | 6,5      | 6,5      | 6,27     | 6,27     | 6,27     | 6,27     |
| Max. Premiegrondslag      | -       | -       | -       | -        | -        | -        | -        | € 148.579 | € 150.957 | € 104.806 | € 155.827 | € 158.788 | € 159.741 | € 162.457 | € 162.457 | € 162.457 | € 88.064 | € 89.523 | € 91.285 | € 92.946 | € 95.318 | € 97.639 | € 99.517 |
| AOW franchise             | € 9.896 | € 9.896 | € 9.896 | € 10.203 | € 10.571 | € 10.571 | € 10.719 | € 10.816  | € 10.990  | € 11.155  | € 11.345  | € 11.561  | € 11.631  | € 11.829  | € 11.829  | € 11.829  | € 11.936 | € 11.996 | € 12.032 | € 12.129 | € 12.275 | € 12.472 | € 12.672 |

### Berekening factor A voor pensioenen met beschikbare premieregeling
De factor A bedraagt: betaalde pensioenpremie × de rekenfactor.
De rekenfactor is afhankelijk van de leeftijd op 1 januari van het desbetreffende jaar.
| Leeftijdscategorie                        | rekenfactor voor 2006 | rekenfactor vanaf 2006 tot 2014 | rekenfactor vanaf 2014 |
| ----------------------------------------- | --------------------- | ------------------------------- | ---------------------- |
| 15 jaar of ouder, maar jonger dan 20 jaar | 0,30                  | 0,36                            | 0,43                   |
| 20 jaar of ouder, maar jonger dan 25 jaar | 0,24                  | 0,30                            | 0,36                   |
| 25 jaar of ouder, maar jonger dan 30 jaar | 0,20                  | 0,25                            | 0,30                   |
| 30 jaar of ouder, maar jonger dan 35 jaar | 0,17                  | 0,21                            | 0,24                   |
| 35 jaar of ouder, maar jonger dan 40 jaar | 0,14                  | 0,17                            | 0,20                   |
| 40 jaar of ouder, maar jonger dan 45 jaar | 0,12                  | 0,14                            | 0,17                   |
| 45 jaar of ouder, maar jonger dan 50 jaar | 0,10                  | 0,12                            | 0,14                   |
| 50 jaar of ouder, maar jonger dan 55 jaar | 0,08                  | 0,10                            | 0,11                   |
| 55 jaar of ouder, maar jonger dan 60 jaar | 0,07                  | 0,08                            | 0,09                   |
| 60 jaar of ouder, maar jonger dan 65 jaar | 0,05                  | 0,07                            | 0,08                   |
| 65 jaar of ouder, maar jonger dan 67 jaar | 0,00                  | 0,00                            | 0,08                   |

### Reserveringsruimte
Met de reserveringsruimte kan de onbenutte jaarruimte van de afgelopen zeven jaar worden ingehaald. De maximaal te gebruiken reserveringsruimte staat in de tabel hieronder of, indien lager: 17% van de premiegrondslag:
|                               | 2014     | 2015    | 2016    | 2017    | 2018    | 2019     | 2020     | 2021     |
| ----------------------------- | -------- | ------- | ------- | ------- | ------- | -------- | -------- | -------- |
| personen jonger dan 55 jaar   | € 6.989  | € 7.052 | € 7.088 | € 7.110 | € 7.167 | € 7.254  | € 7.371  | € 7.489  |
| personen van 55 jaar en ouder | € 13.802 |         |         |         |         | € 14.322 | € 14.552 | € 14.785 |

Sinds de aangifte over 2012 mag men bij lijfrente-inleg die in het begin van enig jaar is betaald niet meer ervoor kiezen deze nog te laten meetellen bij de aangifte over het voorafgaande jaar.

## Overtreding van de lijfrentevoorwaarden
Als er ten aanzien van een lijfrente in box 1 een verboden handeling wordt verricht, wordt alle inleg plus het behaalde rendement in één keer bij het inkomen opgeteld. Verder is er een revisierente van 20% van de economische waarde verschuldigd.
Verboden handelingen zijn
- afkoop
- vervreemding
- emigratie
- tot zekerheid overdragen
- het niet langer voldoen aan de voorwaarden voor lijfrenteaftrek

## Verbetering aanspraak op pensioen
Een "verbetering aanspraak op pensioen" is een met terugwerkende kracht doorgevoerde verbetering van het pensioen. In dergelijke gevallen kan het voorkomen dat de jaarruimte ook met terugwerkende kracht aangepast moet worden. De onterecht verleende jaarruimte kan worden teruggevorderd. Dit geldt niet wanneer er wordt deelgenomen aan een collectieve pensioenregeling.

## Geschiedenis en overgangsrecht
Oude regels zijn nog lange tijd van belang door de lange duur van veel lijfrenteverzekeringen en door het overgangsrecht.
Belangrijke wijzigingen waren:
- Per 1 januari 1992 de zogenaamde Brede Herwaardering.
- Per 1 januari 2001 de Wet inkomstenbelasting 2001.
- Per 1 januari 2003 de afschaffing van de basisaftrek.
- Per 1 januari 2006 het niet meer fiscaal toegestaan zijn van de overbruggingslijfrente (Wet VPL).
- Per 1 januari 2008 invoering van banksparen, waaronder de bancaire lijfrente.
- Per 1 januari 2009 de afschaffing van de mogelijkheid dat een lijfrente deels in box 1 en deels in box 3 valt; vanaf deze datum kan een op zich normale overeenkomst fiscaal zeer nadelig zijn.
- Per 1 januari 2013 en 1 januari 2014: leeftijdsgrenzen worden gerelateerd aan de AOW-leeftijd.

### Verzekeringen van vóór 1992
Vóór 1992 was de opbouwfase van de lijfrenteverzekering meestal in de vorm van een "kapitaalverzekering met lijfrenteclausule". De maximale premie-aftrek was in 1991 f 17.459 (€ 7923); deze was onafhankelijk van het hebben van een pensioentekort. Er gold een eerbiedigende werking voor premie-aftrek in de jaren 1992 tot en met 2000 op basis van een verzekering afgesloten vóór 16 oktober 1990. Het aftrekbare bedrag was ook nog geïndexeerd.
Zulke oude kapitaalverzekeringen met lijfrenteclausule kunnen nog steeds lopen, en de clausule is dan ook nog steeds van belang. Deze bindt de verzekeringnemer niet zozeer tegenover de verzekeraar maar vooral tegenover de fiscus, en houdt in dat het kapitaal aan een lijfrente besteed moet worden, met ruimere mogelijkheden dan tegenwoordig. Bovendien zijn bij overtreding de consequenties milder dan volgens de huidige regeling: er geldt slechts dat de uitkering of waarde in één jaar in zijn geheel in box 1 is belast, in plaats van gespreid over meer jaren.

### Verzekeringen gesloten vanaf 1992
Op 1 januari 1992 is de Brede Herwaardering ingegaan. Sindsdien is een nieuwe kapitaalverzekering met lijfrenteclausule niet meer aan de orde, en gelden in grote lijnen de huidige strengere eisen aan het type lijfrente, behalve dat tot 1 januari 2006 nog wel de overbruggingslijfrente fiscaal was toegestaan. (De overbruggingslijfrente was fiscaal een tijdelijke lijfrente tot aan de 65-jarige leeftijd en/of de datum dat een pensioen ingaat, bijvoorbeeld ter overbrugging van een periode na geheel of gedeeltelijk stoppen met werken.) Naast de "zuivere lijfrente" is er nu de "gerichte lijfrente". Bij afkoop of omzetting in een niet toegestaan type lijfrente geldt de huidige strenge regeling.
Voor de aftrekbaarheid worden van 1992 tot en met 2000 "tranches" onderscheiden, de eerste tranche betreft de basisaftrek die onafhankelijk is van een pensioentekort. Deze bedraagt in 1992 f 5150 (€ 2337). Met de invoering van het Wet inkomstenbelasting 2001 per 1 januari 2001 is de naam "eerste tranche" vervangen door basisaftrek, en het bedrag wordt verlaagd tot ruim € 1000, zonder overgangsregeling. Aftrek die afhankelijk is van een pensioentekort heet nu jaarruimte en reserveringsruimte. De basisaftrek is per 1 januari 2003 afgeschaft.
Met de invoering van het nieuwe belastingstelsel in 2001 kunnen verschillende situaties zijn ontstaan.
1. Er wordt meer premie betaald dan volgens de jaarruimte is toegestaan, het niet-aftrekbare gedeelte is niet groter dan € 2.269,-- en de verzekering is ingegaan vóór 14 september 1999 en sindsdien ongewijzigd. De hele uitkering valt onder de oude regels.
2. Als bij 1, maar het niet-aftrekbare gedeelte is groter dan € 2.269,--. Dan wordt de verzekering gesplitst in vier delen:
  1. Een deel waarop voor de premies en uitkeringen de nieuwe regels gelden;
  2. Een deel waarop voor de uitkeringen de oude regels gelden. Dit is het deel waarvoor de premies zijn betaald voor 1 januari 2001;
  3. Een deel waarvoor een niet-aftrekbare premie is betaald, na 14 september 1999, van max. € 2.269,--
  4. Een deel met het niet-aftrekbare gedeelte voor boven € 2.269,--

Met ingang van 1 januari 2006 is de premie voor een overbruggingslijfrente niet meer aftrekbaar. De reeds opgebouwde rechten blijven onaangetast.
Een lijfrenteovereenkomst van vóór 2009 die deels in box 1 en deels in box 3 viel valt nu geheel in box 1, met dien verstande dat t.a.v. vóór 2009 betaalde niet-aftrekbare premies de saldomethode zonder maximum wordt toegepast. Ook wordt splitsing in een box-1- en een box-3-polis fiscaal mogelijk gemaakt, en is er overleg met de verzekeringsmaatschappijen om hieraan mee te werken.

## Nettolijfrente
In de Wet verlaging maximumopbouw- en premiepercentages pensioen en maximering pensioengevend inkomen die per 1 januari 2015 is ingegaan is de Witteveennovelle (Wijziging van de Wet verlaging maximumopbouw- en premiepercentages pensioen en maximering pensioengevend inkomen en het Belastingplan 2014) verwerkt., ter vervanging van het ingetrokken voorstel voor een lijfrente-excedentregeling. De wet heeft een speciaal begrip nettolijfrente ingevoerd, die in principe in box 3 valt (dus niet in box 1, premies zijn niet aftrekbaar, uitkeringen worden niet tot het inkomen gerekend), maar daar is vrijgesteld.
Het betreft een oudedagslijfrente (waaronder lijfrentespaarrekening of lijfrentebeleggingsrecht) die aan dezelfde voorwaarden voldoet als welke gelden voor aftrekbaarheid, maar uitsluitend voor personen met arbeidsinkomsten en belastbare uitkeringen boven € 100.000 per jaar. Er geldt een maximale premie per jaar die evenredig is aan de meerdere arbeidsinkomsten en belastbare uitkeringen: deze maximale premie komt grofweg overeen met de opbouw van een bruto pensioen per jaar, vanaf 67-jarige leeftijd, van 1,875% van de meerdere arbeidsinkomsten en belastbare uitkeringen.
Deze € 100.000  houdt verband met het feit dat de aftrekruimte (zie boven) tegenwoordig gebaseerd wordt op arbeidsinkomsten en belastbare uitkeringen van maximaal € 100.000.
Deelname mag door een werkgever niet verplicht gesteld worden. Als de werkgever een bijdrage levert is die belast en moet hij zo'n bijdrage ook betalen aan werknemers die niet deelnemen. Ten aanzien van aanbieders van nettolijfrenten is een bepaling opgenomen die beoogt te voorkomen dat het vermogen waaruit nettolijfrenten worden gedaan kan worden vermengd met vermogen ter zake van gewone lijfrenten of pensioenen.
Men kan de aftrekruimte benutten en/of de nettolijfrente. Als men niet beide maximaal wil benutten kan men dus binnen de grenzen van de beide regelingen kiezen welke men aantrekkelijker vindt. Wie arbeidsinkomsten en belastbare uitkeringen van minder dan € 100.000 heeft kan echter ook bij onbenutte aftrekruimte niet kiezen voor nettolijfrente.
Als niet meer aan de voorwaarden wordt voldaan vervalt vanaf dan de vrijstelling van box 3 voor de gehele aanspraak uit de betreffende nettolijfrenteovereenkomst. De aan die omstandigheid voorafgaande jaren kunnen in dat geval ook niet meer in aanmerking worden genomen voor de toepassing van de reserveringsruimte. Dit zijn minder strenge sancties dan bij een gewone lijfrente in box 1. Vanwege het verlies van de fiscale faciliteit van de box 3-vrijstelling en vanwege de kosten die verbonden zullen zijn aan het voortijdig opnemen van de nettolijfrente, acht het kabinet het echter toch minder waarschijnlijk dat de nettolijfrente wordt aangewend voor andere doeleinden dan een oudedagsvoorziening. Niettemin zal het kabinet dit monitoren en zo nodig aanvullende maatregelen treffen.

## Netto rendement
Het netto rendement van een verzekering wordt uiteraard sterk bepaald door het voordoen van de omstandigheid waarin wordt uitbetaald. In het geval van een oudedagslijfrente (in de strikte zin, dus stoppend bij overlijden) hangt dit rendement dan ook sterk af van hoe oud men wordt.
Van belang zijn verder:
- Ten tijde van de premiebetaling:
  - het marginale tarief van box 1
- Ten tijde van de uitkering: het marginale tarief van box 1, IAB, en andere inkomensafhankelijke premies, eigen bijdragen en toeslagen.

Voor zover de lijfrenteuitkering in de tweede schijf valt zal de marginale druk dan lager zijn dan in de opbouwfase, maar niet bij een eventuele fiscalisering van de AOW.
Een en ander zou men dan moeten vergelijken met sparen en interen. Men heeft dan een hoger vermogen (excl. lijfrenteaanspraak) dat bij het interen afneemt. Door het forfaitaire rendement werkt dit door naar het inkomen (wat bij veel inkomensafhankelijke regelingen wordt meegeteld, maar bij de IAB niet). Ook zijn er vermogenstoetsen / vermogensinkomensbijtellingen. Na verloop van tijd, op hogere leeftijd, hebben het gecombineerde effect van inkomens- en vermogensafhankelijkheid van regelingen een nadeliger effect bij een lijfrente dan bij interen, omdat bij een lijfrente het inkomen gelijk blijft, maar bij interen het vermogen afneemt.
De vergelijking is extra lastig doordat men ten tijde van de premiebetaling moet inschatten welke regelingen ten tijde van de uitbetaling zullen gelden, terwijl die flink aan verandering onderhevig zijn, en er hierbij nooit overgangsrecht is.
Bij een nettolijfrente zijn er minder onzekerheden. In hoeverre het opgebouwde vermogen zal meetellen bij vermogenstoetsen / vermogensinkomensbijtellingen is echter onzeker.

## Speciale overbruggingsuitkeringen voor bepaalde beroepsgroepen
De Regeling omtrent overbruggingsuitkeringen voor betaalde voetbalspelers bepaalt dat voor profvoetballers onder voorwaarden betaalde premies voor een overbruggingsuitkering na afloop van de loopbaan als profvoetballer aftrekbaar zijn (en de uitkeringen belast).
Een soortgelijke regeling is er voor wielrenners.
Prostituees willen ook zo'n regeling.